# Datenträgeraustauschverfahren
Als Datenträgeraustauschverfahren (DTA oder in Deutschland auch DTAUS) wurde ein Verfahren im bargeldlosen Zahlungsverkehr bezeichnet.
Für den Inlandszahlungsverkehr wurde 1976 seitens des Zentralen Kreditausschusses (ZKA; heute Die Deutsche Kreditwirtschaft) das Datenträgeraustausch-Format (DTAUS-Format) vereinbart. Dieser einheitliche Standard ermöglicht die elektronische Verarbeitung von Zahlungsaufträgen (Überweisungen und Lastschriften) im deutschen Inlandszahlungsverkehr. Für Kaufleute (Nicht-Verbraucher) ist die Einstellung des DTAUS-Verfahrens bis zum 1. August 2014 (Ausführungstermin) erfolgt und durch das SEPA-Verfahren ersetzt. Privatpersonen (Verbraucher) konnten noch bis 1. Februar 2016 ihre Zahlungen in der gewohnten Form einreichen.
Das Format wird auch zur Übermittlung von Kontoauszuginformationen von der Bank zum Kunden eingesetzt, obwohl hierfür eigentlich MT940 vorgesehen ist.
Als Gegenstück zum DTAUS-Format wurde 1986 für die beleglose Abwicklung des Auslandszahlungsverkehrs das DTAZV-Format (Datenträgeraustausch Auslandszahlungsverkehr) im ZKA verabschiedet.

## Anwendung
Beim Datenträgeraustauschverfahren werden so genannte DTA-Dateien im DTA-Format weitergegeben. Diese können auf Magnetbändern, Bandkassetten, Disketten, Speicherkarte oder einem ähnlichen Medium gespeichert sein oder elektronisch per DFÜ übertragen werden (auch wenn der Name dann nicht mehr ganz stimmig ist, da der physische Datenträger fehlt). Moderne Online-Banking-Portale ermöglichen bereits den Upload von DTA-Daten über Web-Interface-Lösungen. In Deutschland ist das BCS-FTAM-Verfahren für Geschäftskunden zum Austausch von Daten (immer noch) sehr weit verbreitet. Ein bekanntes (Client-)Softwareprodukt für BCS ist „Multicash“, damit wird manchmal auch das Verfahren bezeichnet. Im Privatkundenbereich wird neben den Online-Banking-Portalen hauptsächlich die Schnittstelle FinTS (vormals HBCI) für den Zugriff mittels Software verwendet. Auch FinTS nutzt zur Übertragung von Nutzdaten (teilweise) das DTA- und das DTAZV-Format.
Die Legitimation und Autorisation der Aufträge auf dem ursprünglichen Übertragungsweg erfolgt durch einen so genannten „Datenträgerbegleitzettel“ mit Unterschrift eines Kontobevollmächtigten. Bei der Übertragung auf elektronischem Weg kann die Legitimation und Autorisation zum Beispiel mittels PIN- / TAN-Verfahren, der Elektronischen Unterschrift (EU) aus BCS-FTAM oder den verschiedenen HBCI-Sicherheitsverfahren (Chipkarte/RSA-Datei) erfolgen. Datenträgerbegleitzettel können auch bei der elektronischen Übertragung vereinzelt noch Anwendung finden.
Die Dateien werden zum Austausch zwischen Kreditinstituten (Banken) und zwischen Kunde und Kreditinstitut verwendet. Der Austausch physischer Datenträger zwischen den Kreditinstituten wurde auch als Garagenclearing bezeichnet. Diese Bezeichnung kommt daher, dass die Magnetbänder früher häufig in den Tiefgaragen der Zentralbanken ausgetauscht wurden. Diese Methode ist mit der Einführung elektronischer Austauschverfahren und der folgenden Abschaffung von Magnetbändern weggefallen.

### Datenträger
Als Datenträger kamen ursprünglich meist 9-Spur-Magnetbänder zum Einsatz, später wurden auch Disketten verwendet. Größere Banken waren teilweise auch mit Standleitungen verbunden. Mit dem Aufkommen von Datex-P wurde auch dieser Dienst genutzt. Mittels Online Banking besteht bei einigen Banken die Möglichkeit zum Hochladen von Daten. Der physikalische Austausch von Datenträgern ist seit etwa 2000 kaum noch üblich.

## Aufbau von DTAUS-Dateien
Das Format ist im DFÜ-Abkommen in Anlage 3 „Spezifikation der Datenformate“ beschrieben.
Eine physische DTA-Datei kann aus mehreren logischen DTA-Dateien bestehen. Diese wiederum bestehen aus einem A-Satz (Datenträger-Vorsatz), einem oder mehreren C-Sätzen (Zahlungsaustausch) und einem E-Satz (Datenträger-Nachsatz). Die physische Satzlänge sind 128 Byte, A-Satz und E-Satz bestehen aus je einem Satz à 128 Byte, C-Satz aus minimal 2 Satzabschnitten (physischen Sätzen) à 128 Byte. Die folgende Beschreibung bezieht sich auf das sogenannte Diskettenformat (mit DE-ASCII-Feldern – deutsche Variante der ASCII beschränkt auf Großbuchstaben und ß). Zwischen den Banken wird das Magnetbandformat mit EBCDIC- und gepackten Feldern benutzt (der fachliche Inhalt ist dabei weitestgehend identisch).

### A-Satz
Er bezeichnet hauptsächlich das (nächste) Ziel und den Typ der Datei (Bank → Bank oder Kunde → Bank und Gutschrift- oder Lastschrift-Transaktionen). Die Satzlänge beträgt exakt 128 Zeichen.
Bedeutung der Spalten in der nachfolgenden Satzbeschreibung:
Feldnr.
Nummer des Feldes innerhalb des Satzes
Position
Offset vom Beginn des Satzes aus
Länge
Feldlänge
Typ
Feldtyp
alpha: alphanumerisch, linksbündig nicht belegte Stellen 0x20 (Leerzeichen, ASCII 32)
numerisch: numerische Daten, ungepackt, rechtsbündig mit vorlaufenden Nullen
| Feldnr. | Position | Länge (Zeichen) | Typ (Zeichen) | Erläuterung                                                                          | Inhalt |
| ------- | -------- | --------------- | ------------- | ------------------------------------------------------------------------------------ | --- |
| 1       | 0        | 4               | numerisch     | Satzlänge                                                                            | 0128 |
| 2       | 4        | 1               | alpha         | Satzart                                                                              | A |
| 3       | 5        | 2               | alpha         | Kennzeichen                                                                          | „GK“ bzw. „LK“ „GB“ bzw. „LB“ Hinweis auf Gutschriften (G) bzw. Lastschriften (L), Kundendiskette (K), Bankdiskette (B)                                                                                              |
| 4       | 7        | 8               | numerisch     | BLZ Dateiempfänger (d. i. Auftraggeberbank)                                          | |
| 5       | 15       | 8               | numerisch     | BLZ Absenderbank                                                                     | nur belegt, wenn Dateiabsender Kreditinstitut ist, sonst 00000000 |
| 6       | 23       | 27              | alpha         | Name Absender (Auftraggeber)                                                         | |
| 7       | 50       | 6               | numerisch     | Dateierstellungsdatum                                                                | TTMMJJ |
| 8       | 56       | 4               | alpha         | Leerzeichen                                                                          | |
| 9       | 60       | 10              | numerisch     | Kontonummer Absender (Auftraggeber): Über dieses Konto wird der Gegenwert verrechnet | Bei Kundendateien (Kennzeichen „GK“ oder „LK“) ist dies in der Regel die Kontonummer, die auch im C-Satz im Feld C11 steht. Bei Bankendateien werden hier stattdessen interbankliche Verrechnungskonten eingetragen. |
| 10      | 70       | 10              | numerisch     | ggf. Sammel-Referenznummer des Einreichers, sonst Nullen                             | 0000000000 |
| 11      | 80       | 47              | alpha         | Leerzeichen                                                                          | optional nach 15 Leerzeichen (=A11a) das Ausführungsdatum (TTMMJJJJ) (8 Zeichen, =A11b), dahinter 24 Leerzeichen (=A11c)                                                                                             |
| 12      | 127      | 1               | alpha         | Währung                                                                              | 1= Euro |

### C-Satz
Im C-Satz wird die eigentliche Buchung definiert (beteiligte Konten, Betrag und Typ der Transaktion sowie Verwendungszweckangaben). Nachstehend ist der minimale Umfang dargestellt. Die Satzlänge des Hauptsatzes beträgt exakt 256 Zeichen. Der Hauptsatz kann durch bis zu 15 Erweiterungsteile ergänzt werden, was zu Erweiterungsblöcken führen kann.
| Feldnr. | Position | Länge (Zeichen) | Erläuterung                                                              | Inhalt |
| ------- | -------- | --------------- | ------------------------------------------------------------------------ | --- |
| 1       | 0        | 4               | Satzlänge                                                                | Länge des Datensatzes nach der Formel 187 + x * 29 (x = Anzahl Erweiterungsteile = „Zeilen“; Beispiel: 2 Zeilen = 187 + 2*29 = 245) mit vorlaufender 0, also im Beispiel 0245. Bei 0 Erweiterungsteilen steht hier 0187 und Feld 22 wird mit Leerzeichen aufgefüllt – der Datensatz endet also trotzdem erst mit dem 256. Zeichen. |
| 2       | 4        | 1               | Satzart                                                                  | C |
| 3       | 5        | 8               | BLZ erstbeteiligte Bank (optional)                                       | wenn BLZ nicht angegeben: 00000000 |
| 4       | 13       | 8               | BLZ Begünstigter (bei Überweisungen) bzw. Zahlstelle (bei Lastschriften) | |
| 5       | 21       | 10              | Kontonummer Begünstigter bzw. Zahlungspflichtiger                        | |
| 6       | 31       | 13              | interne Kundennummer                                                     | 0000000000000 |
| 7a      | 44       | 2               | Textschlüssel                                                            | 04=Abbuchung 05=Einzug 51=Überweisung 53=Gehalt 54=Vermögenswirksame Leistungen 56=Öffentliche Kassen 67=Überweisungsgutschrift mit prüfziffergesicherten Zuordnungsdaten 68=Gutschrift aus neutralem Überweisungs-/Zahlschein 69=Gutschrift einer Spendenüberweisung                                                              |
| 7b      | 46       | 3               | Textschlüsselergänzung                                                   | gemäß Anlage 1 des DFÜ-Abkommens |
| 8       | 49       | 1               | Leerzeichen                                                              | |
| 9       | 50       | 11              | Nullen                                                                   | vormals: Betrag im DM mit 9 Vorkommastellen und 2 Nachkommastellen ohne Trennzeichen |
| 10      | 61       | 8               | BLZ Auftraggeber                                                         | |
| 11      | 69       | 10              | Kontonummer Auftraggeber                                                 | Diese Kontonummer wird dem Begünstigten/Zahlungspflichtigen mitgeteilt und z. B. für Rückgaben verwendet. |
| 12      | 79       | 11              | Betrag                                                                   | 9 Vorkommastellen und 2 Nachkommastellen ohne Trennzeichen |
| 13      | 90       | 3               | Leerzeichen                                                              | |
| 14      | 93       | 27              | Name Begünstigter (bzw. bei Lastschriften Zahlungspflichtiger)           | |
| 15      | 120      | 8               | Leerzeichen                                                              | |
| 16      | 128      | 27              | Name Auftraggeber                                                        | |
| 17      | 155      | 27              | Verwendungszweck                                                         | |
| 18      | 182      | 1               | Währung                                                                  | 1 (= EUR) |
| 19      | 183      | 2               | Leerzeichen                                                              | |
| 20      | 185      | 2               | zweistellige Anzahl                                                      | Anzahl der Erweiterungsdatensätze, „00“ bis „15“ |
| 21      | 187      | 58              | Raum für bis zu zwei Erweiterungsteile                                   | Bis zu zwei Erweiterungsteile à 29 Byte, aufgefüllt mit Leerzeichen |
| 22      | 245      | 11              | Leerzeichen                                                              | |

Danach folgt Raum für die bis zu 4 × 128 Byte an Erweiterungsblöcken. In den ersten 3 Blöcken können bis zu 4 Erweiterungsteile à 2 Byte Präfix + 27 Byte Daten = 29 Byte aufeinander folgen. Nicht genutzte Bytes eines solchen 128-Byte-Blocks werden mit 0x20 (Leerzeichen) aufgefüllt. Der 4. Erweiterungsblock ist wie die ersten 3 aufgebaut, enthält, wenn er benötigt wird, aber nur einen Erweiterungsteil. Der Rest der 128 Byte wird ebenfalls mit 0x20 aufgefüllt.

#### Erweiterungsteile
Ein C-Satz kann bis zu 15 Erweiterungsteile à 29 Byte enthalten, welche z. B. einen längeren Verwendungszweck ermöglichen.
Ein Erweiterungsteil besteht aus 2 Byte Präfix und 27 Byte Inhalt.
Es gibt folgende Typen von Erweiterungsteilen:
| Präfix | Maximale Anzahl | Erläuterung                                            |
| ------ | --------------- | ------------------------------------------------------ |
| 01     | 1               | Erweiterung für „Begünstigter“ (Feld 14 im C-Satz)     |
| 02     | 13              | Erweiterung für „Verwendungszweck“ (Feld 17 im C-Satz) |
| 03     | 1               | Erweiterung für „Überweisender“ (Feld 16 im C-Satz)    |

Wie im C-Satz beschrieben, finden im C-Satz direkt bis zu zwei Erweiterungsteile Platz, gefolgt von 11 Leerzeichen. Die restlichen Erweiterungsteile werden blockweise (4 Erweiterungssätze à 29 Byte + 12 Byte Leerzeichen) hinten an den C-Satz angehängt.
Jeder Erweiterungssatz erhöht die Satzlänge (Feld 0) des C-Satzes um 29 und die Anzahl Erweiterungsteile (Feld 20) um 1.

#### Version 1.8
Am 6. Dezember 2010 trat die Version 1.8 der Spezifikationen für den elektronischen Zahlungsverkehr der Deutschen Bundesbank in Kraft. Auszug zur Änderung am C-Satz, entnommen aus der Spezifikation, Feldpositionen und Längen unverändert wie oben beschrieben:
| Nr.    | Feld | Bedeutung |
| ------ | ---- | --- |
| 1      | C2   | Satzart, Konstante „C“ |
| 2      | C3   | Bankleitzahl erstbeteiligter Zahlungsdienstleister (freigestellt, sofern identisch mit Zahlungsdienstleister des Zahlers) |
| 3      | C4   | Bankleitzahl Zahlungsdienstleister des Zahlungsempfängers |
| 4      | C5   | Kontonummer Zahlungsempfänger |
| 5      | C6   | Null bzw. EZÜ-Kennzeichnung und Ref.-Nr. Belegung durch Zahlungsdienstleister mit Bankleitzahl: - 1. Byte: EZÜ-Kennzeichnung - bei EZÜ-Zahlungen: 1 - bei Btx-Zahlungen: 6 - bei SWIFT-Zahlungen im DTA-Format: 7 - bei EDIFACT-Zahlungen im DTA-Format: 8 - für Avis-Kennzeichen: 9 - sonst: 0 - 2.–12. Byte: Referenznummer der Zahlung - 13. Byte: Null Belegung durch Kontoinhaber ohne Bankleitzahl: - 1. Byte: EZÜ-Kennzeichnung - für Avis-Kennzeichen: 9 - sonst: 0 - 2.–12. Byte: Referenznummer der Zahlung - interne Nummer - sonst: Null - 13. Byte: Null |
| 6      | C7a  | Textschlüssel, Kennzeichnung der Zahlungsart gemäß Anlage 3 zur Vereinbarung über den beleglosen Datenaustausch … |
| 7      | C7b  | Textschlüsselergänzung gemäß Anlage 3 zur Vereinbarung über den beleglosen Datenaustausch … |
| 8      | C8   | Bankinternes Feld, wenn nicht benutzt Space |
| 9      | C9   | Reservefeld = 0 |
| 10     | C10  | Bankleitzahl Zahlungsdienstleister des Zahlers |
| 11     | C11  | Kontonummer Zahler (Im Falle von Zahlungen, bei denen die Deutsche Bundesbank Zahlungsdienstleister des Zahlers ist, muss eine dem Kontenkreis der Deutschen Bundesbank zugehörige Kontonummer eingetragen werden.) |
| 12     | C12  | Euro-Betrag, rechtsbündig (Felder für Beträge in Euro enthalten immer zwei Stellen für Cents.) |
| 13     | C13  | Reserve, Space |
| 14     | C14a | Name Zahlungsempfänger, linksbündig |
| 15     | C14b | Reserve, Space |
| 16     | C15  | Name Zahler, linksbündig |
| 17     | C16  | Verwendungszweck (Es sind möglichst kurze Angaben zu machen. Am Anfang dieses Feldes sind linksbündig solche Angaben unterzubringen, auf die der Zahlungsempfänger bei Überweisungen möglicherweise maschinell zuzugreifen beabsichtigt – z. B. Bausparkontonummer, Versicherungsnummer, Rechnungsnummer). |
| 18, 19 | C17  | Reserve, Space |
| 20     | C18  | Erweiterungskennzeichen - 00 = es folgt kein Erweiterungsteil - 01–15 = Anzahl der Erweiterungsteile à 29 Bytes |

### E-Satz
Der E-Satz besteht aus einem Zähler der C-Sätze und Prüfsummen (Beträge, Bankleitzahlen und Kontonummern), um die Datei vor Übertragungsfehlern zu schützen. Die Satzlänge beträgt exakt 128 Zeichen.
| Feldnr. | Position | Länge (Zeichen) | Erläuterung               | Inhalt                                                      |
| ------- | -------- | --------------- | ------------------------- | ----------------------------------------------------------- |
| 1       | 0        | 4               | Satzlänge                 | 0128                                                        |
| 2       | 4        | 1               | Satzart                   | E                                                           |
| 3       | 5        | 5               | Leerzeichen               |                                                             |
| 4       | 10       | 7               | Anzahl Datensätze C       |                                                             |
| 5       | 17       | 13              | ehemals: Summe DM-Beträge | 0000000000000                                               |
| 6       | 30       | 17              | Summe Kontonummern        |                                                             |
| 7       | 47       | 17              | Summe Bankleitzahl        |                                                             |
| 8       | 64       | 13              | Summe Euro-Beträge        | 11 Vorkommastellen und 2 Nachkommastellen ohne Trennzeichen |
| 9       | 77       | 51              | Leerzeichen               | " "                                                         |

## Zulässige Zeichen
Folgende Zeichen sind bei DTA zugelassen:
| Zugelassener Zeichencode | Zeichen            | DIN-66003 Hexcode      | entspräche in ANSI/Unicode |
| ------------------------ | ------------------ | ---------------------- | -------------------------- |
| Numerische Zeichen       | 0 bis 9            | 0x30 – 0x39            | "0" – "9"                  |
| Großbuchstaben           | A bis Z            | 0x41 – 0x5A            | "A" – "Z"                  |
| Leerzeichen              | " "                | 0x20                   | "                          |
| Punkt                    | „.“                | 0x2E                   | "."                        |
| Komma                    | „,“                | 0x2C                   | ","                        |
| Kaufmännisches „und“     | „&“                | 0x26                   | „&“                        |
| Trennstrich              | „-“                | 0x2D                   | "-"                        |
| Schrägstrich             | „/“                | 0x2F                   | "/"                        |
| Pluszeichen              | „+“                | 0x2B                   | "+"                        |
| Stern                    | „*“                | 0x2A                   | "*"                        |
| Dollar                   | „$“                | 0x24                   | "$"                        |
| Prozentzeichen           | „%“                | 0x25                   | "%"                        |
| Umlaute und ß            | „Ä“, „Ö“, „Ü“, „ß“ | 0x5B, 0x5C, 0x5D, 0x7E | "[", "\", "]", "~"         |

Bei der Kodierung der Zeichen schreibt das DFÜ-Abkommen in Anlage 3 die DIN-66003-Kodierung vor, bei der die deutschen Umlaute und das ß im Bereich der ASCII-Kodierung definiert sind. DIN 66003 ist die deutsche Bezeichnung für den deutschen Teil der internationalen Norm ISO 646. Die Bundesbank erwähnt in ihrer Spezifikation abweichend hierzu eine Kodierung der Zeichen mittels der MS-DOS Codepage 437. Beide Kodierungen entsprechen nicht der weitläufig verwendeten ISO-8859-Kodierung, die in keiner der beiden Spezifikationen als gültige Kodierung einer DTAUS-Datei spezifiziert ist. Codepage 20106 entspricht der DIN 66003.
Für den richtigen Ausdruck von der Spezifikation abweichender Zeichen übernehmen die Kreditinstitute keine Haftung. Das Kreditinstitut kann Kleinbuchstaben in Datensätzen in Großbuchstaben konvertieren oder diese Datensätze an den Einreicher zurückgeben bzw. zurückweisen; unzulässige Sonderzeichen kann es in Leerzeichen (Blanks) konvertieren.

## Voraussetzung zur Nutzung als Kunde
Um als Kunde (z. B. als Verein) am Datenträgeraustausch-Verfahren teilnehmen zu können, benötigte man ein Programm, das eine DTA-Datei erstellen kann, und ein Kreditinstitut, das diese entgegennimmt. Viele Banken und Sparkassen boten diesen Service für Vereine oder Firmen an.
Für den Einzug von Forderungen im Lastschriftverfahren, die mittels DTA übertragen werden sollen, muss der Kontoinhaber dem Lastschriftabkommen der Banken beitreten.
Weitere Informationen gibt es bei der Bundesbank, den Landeszentralbanken der Bundesländer oder den lokalen Banken und Sparkassen.

## Datenträgerformat in Österreich
Ab 1. Januar 1999 (im Rahmen der Einführung des Euro als Buchgeld) wurde der bis dahin dem DTAUS-Format ähnliche V2-Datenträger durch EDIFACT abgelöst. Dabei werden die Datensätze zwischen den Banken im Format FINPAY, zwischen Kunde und Bank als PAYMUL (Überweisung) und DIRDEB (Lastschrift) sowie CREMUL und DEBMUL (Gut- bzw. Lastschriftanzeige) verschickt. Mittlerweile ist auch dieses Format veraltet, da wie in Deutschland nur noch der SEPA-Zahlungsverkehr angeboten wird.

## Datenträgerformat in der Schweiz
In der Schweiz wird die Bezeichnung „DTA“ ebenfalls für funktional gleichartige Zahlungsverkehrsformate angewendet, der Aufbau ist aber ein anderer. Das Format für DTA Files in der Schweiz wird durch die Swiss Interbank Clearing festgelegt. Die Definition ist bei den Weblinks zu finden.

## Weitere Entwicklung
Im Rahmen der Vereinheitlichung der europäischen Zahlungsverkehrssysteme innerhalb des Europäischen Zahlungsraumes (SEPA) erfährt das Datenträgeraustauschverfahren seit Februar 2008 grundlegende Veränderungen. Das bisherige deutsche DTA-Format ist durch europaweit gültige Nachrichten auf Basis des Standards ISO20022 (XML-Format) ersetzt worden, und das FTAM-Verfahren durch das sogenannte EBICS-Verfahren. Seit dem 1. August 2014 dürfen Banken keine DTAUS-Dateien vom Kunden zur Verbuchung annehmen, seit dem 1. Februar 2016 dürfen für die Geldkarten- und EC-Karten-Zahlungen innerhalb der Banken keine DTAUS-Dateien mehr genutzt werden.
Für den Schweizer nationalen Zahlungsverkehr gibt es dieselbe Entwicklung. Für Überweisungen ist inzwischen ausschließlich ein auf ISO20022 basierendes Format zulässig, für Lastschriften existiert daneben noch DTA in der Ausprägung TA875.